# Eccellenza 2002-2003
Il campionato di calcio di Eccellenza regionale 2002-2003 è stato il dodicesimo organizzato in Italia. Rappresenta il sesto livello del calcio italiano. Il campionato è strutturato su vari gironi all'italiana su base regionale.
Questo è il quadro delle squadre promosse alla Serie D dai vari campionati di Eccellenza regionale. Sono ammesse alla massima categoria dilettantistica italiana le vincenti dei rispettivi campionati regionali più le sette migliori squadre risultanti dai play-off a cui accedono le squadre designate dai vari comitati regionali a seguito dei propri regolamenti.
Campionati con i play-off regionali:

Abruzzo, Sicilia ed Umbria.

Campionati con i play-out regionali:

Abruzzo, Lombardia, Marche, Molise, Piemonte, Sicilia, Toscana ed Umbria.

## Campionati
- Eccellenza Abruzzo 2002-2003
- Eccellenza Basilicata 2002-2003
- Eccellenza Calabria 2002-2003
- Eccellenza Campania 2002-2003
- Eccellenza Emilia-Romagna 2002-2003
- Eccellenza Friuli-Venezia Giulia 2002-2003
- Eccellenza Lazio 2002-2003
- Eccellenza Liguria 2002-2003
- Eccellenza Lombardia 2002-2003
- Eccellenza Marche 2002-2003
- Eccellenza Molise 2002-2003
- Eccellenza Piemonte-Valle d'Aosta 2002-2003
- Eccellenza Puglia 2002-2003
- Eccellenza Sardegna 2002-2003
- Eccellenza Sicilia 2002-2003
- Eccellenza Toscana 2002-2003
- Eccellenza Trentino-Alto Adige 2002-2003
- Eccellenza Umbria 2002-2003
- Eccellenza Veneto 2002-2003

## Quadro riepilogativo nazionale
| Regione/Girone          | Sqr  | 1ª classificata e promossa in Serie D | Altre promozioni in Serie D | 2ª classificata    | Vincente Coppa                |
| ----------------------- | ---- | ------------------------------------- | --------------------------- | ------------------ | ----------------------------- |
| Abruzzo                 | 18   | Celano Olimpia                        | Avezzano                    | Avezzano (3°)      | Celano Olimpia                |
| Basilicata              | 18   | Bernalda                              | -                           | Ruggiero di Lauria | Horatiana Venosa              |
| Calabria                | 16   | Rende                                 | -                           | Sambiase           | Silana                        |
| Campania Girone A       | 16   | Ercolanese                            | -                           | Portici            | Solofra                       |
| Campania Girone B       | 16   | Spigolatrice Sapri                    | -                           | Mons Taurus        | Solofra                       |
| Emilia-Romagna Girone A | 18   | GS Bagnolese                          | -                           | Castellarano       | GS Bagnolese                  |
| Emilia-Romagna Girone B | 18   | Cattolica                             | Centese                     | Cervia             | GS Bagnolese                  |
| Friuli-Venezia Giulia   | 16   | Sacilese                              | -                           | Pozzuolo           | Sacilese                      |
| Lazio Girone A          | 18   | Ostia Mare                            | Ladispoli                   | Civita Castellana  | Ladispoli                     |
| Lazio Girone B          | 18   | LVPA Frascati                         | Isola Liri                  | Isola Liri         | Ladispoli                     |
| Liguria                 | 16   | Fo.Ce. Vara                           | -                           | Sestri Levante     | Pontedecimo                   |
| Lombardia Girone A      | 16   | Solbiatese                            | Casteggio Broni             | Casteggio Broni    | Nuova Albano                  |
| Lombardia Girone B      | 18   | Lecco                                 | -                           | Colognese          | Nuova Albano                  |
| Lombardia Girone C      | 16   | Nuova Albano                          | Carpenedolo                 | Carpenedolo        | Nuova Albano                  |
| Marche                  | 16   | Urbino                                | Grottammare                 | Grottammare        | Urbino                        |
| Molise                  | 16   | Bojano                                | -                           | Montenero          | Bojano                        |
| Piemonte Girone A       | 16   | Barengo Sparta                        | -                           | Oleggio            | Derthona                      |
| Piemonte Girone B       | 16   | Orbassano                             | -                           | Acqui              | Derthona                      |
| Puglia                  | 20   | Bitonto                               | -                           | Ruvo               | Francavilla                   |
| Sardegna                | 16   | Arzachena                             | -                           | Arbus              | Arbus                         |
| Sicilia Girone A        | 17   | Fincantieri Palermo                   | -                           | Salemi (4°)        | Alcamo                        |
| Sicilia Girone B        | 17   | Modica                                | Adernò                      | Adernò (2°)        | Alcamo                        |
| Toscana Girone A        | 16   | Armando Picchi Livorno                | -                           | Pontedera          | Montemurlo                    |
| Toscana Girone B        | 16   | Athletic Calenzano                    | Sestese                     | Sestese            | Montemurlo                    |
| Trentino-Alto Adige     | 16   | Bolzano                               | -                           | Porfido Albiano    | Bolzano                       |
| Umbria                  | 16   | Foligno                               | -                           | Fortis Terni (2°)  | Foligno                       |
| Veneto Girone A         | 16   | Sambonifacese                         | -                           | Casaleone          | Montebelluna                  |
| Veneto Girone B         | 16   | Ge.Me.Az. Cusin S.Polo                | -                           | Asolo Fonte        | Montebelluna                  |
|                         | Tot. |                                       |                             |                    | Vincente Fase Nazionale Coppa |
| 28 gironi               | 468  |                                       |                             |                    | Ladispoli                     |

## Play-off nazionali

### Primo Turno
| Squadra 1                      | Totale    | Squadra 2                           | Andata | Ritorno   |
| ------------------------------ | --------- | ----------------------------------- | ------ | --------- |
| Piemonte B Acqui               | 4 - 3     | Piemonte A Oleggio                  | 2 - 1  | 2 - 2     |
| Lombardia C Carpenedolo        | 8 - 1     | Trentino-Alto Adige Porfido Albiano | 4 - 0  | 4 - 1     |
| Lombardia A Casteggio Broni    | 4 - 2     | Lombardia B Colognese               | 3 - 0  | 1 - 2     |
| Veneto A Casaleone             | 4 - 1     | Veneto B Asolo Fonte                | 3 - 0  | 1 - 1     |
| Friuli-Venezia Giulia Pozzuolo | 4 - 2     | Liguria Sestri Levante              | 1 - 1  | 3 - 1 dts |
| Emilia-Romagna B Cervia        | 3 - 2     | Emilia-Romagna A Castellarano       | 2 - 0  | 1 - 2     |
| Toscana A Pontedera            | 1 - 2     | Toscana B Sestese                   | 1 - 1  | 0 - 1     |
| Umbria Fortis Terni            | 5 - 5 gfc | Marche Grottammare                  | 3 - 3  | 2 - 2     |
| Abruzzo Avezzano               | 3 - 2     | Sardegna Arbus                      | 0 - 1  | 3 - 1     |
| Lazio B Isola Liri             | 3 - 1     | Lazio A Civita Castellana           | 3 - 0  | 0 - 1     |
| Campania B Mons Taurus         | 3 - 1     | Campania A Portici                  | 1 - 1  | 2 - 0     |
| Molise Montenero               | 3 - 4     | Calabria Sambiase                   | 1 - 2  | 2 - 2     |
| Basilicata Ruggiero di Lauria  | 0 - 1     | Puglia Ruvo                         | 0 - 0  | 0 - 1     |
| Sicilia B Adernò               | 4 - 3     | Sicilia A Salemi                    | 4 - 1  | 0 - 2     |

### Secondo Turno
- Le vincenti sono promosse in Serie D 2003-2004

| Squadra 1               | Totale    | Squadra 2                      | Andata | Ritorno |
| ----------------------- | --------- | ------------------------------ | ------ | ------- |
| Toscana B Sestese       | 1 - 1 gfc | Puglia Ruvo                    | 0 - 0  | 1 - 1   |
| Lazio B Isola Liri      | 2 - 1     | Friuli-Venezia Giulia Pozzuolo | 1 - 1  | 1 - 0   |
| Emilia-Romagna B Cervia | 2 - 5     | Lombardia C Carpenedolo        | 1 - 3  | 1 - 2   |
| Veneto A Casaleone      | 3 - 3 gfc | Lombardia A Casteggio Broni    | 3 - 2  | 0 - 1   |
| Calabria Sambiase       | 0 - 2     | Abruzzo Avezzano               | 0 - 0  | 0 - 2   |
| Piemonte B Acqui        | 0 - 2     | Sicilia B Adernò               | 0 - 0  | 0 - 2   |
| Marche Grottammare      | 2 - 1     | Campania B Mons Taurus         | 1 - 0  | 1 - 1   |